# И-15

Патруль Chato в небе Мадрида. 1936

И-15 «истребитель пятнадцатый» «лёгкий манёвренный» (прозвище «Чато» исп. «Курносый») — советский одномоторный истребитель-полутораплан, созданный в 1933 году в Конструкторской бригаде № 2 ЦКБ-39 под руководством советского авиаконструктора Николая Поликарпова. Впервые поднялся в воздух осенью 1933 года (октябрь). Серийно выпускался с 1934 года. Состоял на вооружении лётных частей Военно-воздушных сил Рабоче-крестьянской Красной Армии с 1935 года. С 1934 года по 1939 год всего выпущено: 384 машины в СССР + 237 машин в Испании. Применялся в войнах и вооружённых конфликтах в Азии и Европе.

## История самолёта
Разработан в 1933 году. Дальнейшее развитие И-5 и И-6 в сторону улучшения аэродинамики. На первых серийных самолётах ставили Wright Cyclone SGR-1820 F-3 номинальной мощностью 630 л. с. у земли. В 1934 ещё не было серийного М-25 поэтому пришлось ставить менее мощный М-22 (лицензионный вариант Bristol Jupiter) — их было выпущено за 1934—1936 годах несколько сотен экземпляров. В 1935 году самолёт был принят на вооружение ВВС РККА. В 1936 году выпустили всего 12 боевых машин. С 1937 года в большую серию пошёл И-15 с М-25. В 30-х годах самолёт не имел равных по манёвренности на горизонтали (8-8,5 с. время выполнения виража), был устойчив на всех режимах полёта, прост в пилотировании и обладал хорошими взлётно-посадочными качествами. Как говорил полковник Е. Н. Степанов, воевавший на этом самолёте в Испании и совершивший на И-15 первый в мире ночной таран, на нём можно при известной сноровке догнать на вираже свой хвост. Имел хорошие ремонтные свойства и живучесть (в Испании зафиксированы случаи благополучного возвращения истребителей на свой аэродром с 80 пробоинами), не требователен к покрытию аэродромов и к длине взлётно-посадочных полос. Вёл успешную борьбу со всеми типами современных ему бомбардировщиков (за исключением Ю 52) и не имел равных противников среди истребителей (до появления Ме-109).
Дальнейшим развитием И-15 стали И-15 бис и И-153 «Чайка»
Хорошая скороподъёмность И-15 позволяла использовать его в качестве высотного истребителя. На первом опытном экземпляре И-15 после специальной подготовки (максимального облегчения конструкции и установки высотного двигателя Wright Cyclone F-54) лётчик В. К. Коккинаки 21 ноября 1935 года превысил абсолютный мировой рекорд высоты полёта набрав 14 575 метров, однако до 1936 года советские рекорды в FAI не фиксировались. С 1937 года начались работы по оснащению И-15 гермокабиной, позволявшей полнее использовать высотные характеристики. Испытывались И-15ГК и И-153ГК с кабиной Щербакова и несколько поликарповских, менее удачных, вариантов И-15В. Все варианты с гермокабиной остались только в опытных экземплярах.

## Производство
Первый серийный самолет был построен на заводе № 39 в середине лета 1934 года (№ 33901: 3 — ЦКБ-3, 39 — завод № 39, 01 — 1-я машина). В ноябре того же года первый серийный самолет с № 5648 выпустил и завод № 1. 
| Заводы              | 1934 год | 1935 год | 1936 год | Всего |
| ------------------- | -------- | -------- | -------- | ----- |
| Завод № 1 (Москва)  | 60       | 273      | 2        | 335   |
| Завод № 39 (Москва) | 34       | 15       | -        | 49    |
| Итого               | 94       | 288      | 2        | 384   |

Стоимость одного изделия по состоянию на 1935 год — 120 тыс. руб.
Так же производство И-15 было налажено в Республиканской Испании на заводах в Реусе и Сабадель. Несмотря на то, что техническая документация и чертежи на самолеты поступили еще в феврале 1937 года, основой работы предприятий стал ремонт приходящих с фронта машин. Первые 5 И-15 были собраны в Реусе в августе 1937 года. До конца года оба завода собрали более 40 истребителей. Всего же в Испании по 1938 год выпустили 213 И-15 и еще 24 машины в январе 1939 года. Но далеко не все самолеты были окончательно укомплектованы: так, 96 аппаратов, выпущенных с ноября 1938 по январь 1939 года не были стопроцентно обеспечены ни двигателями, ни оборудованием.

## Описание
- Аэродинамическая схема — расчалочный полутораплан. Верхнее крыло — по схеме «чайка».
- Конструкция — смешанная, дерево-металлическая. Обшивка — полотно.
- Фюзеляж - ферма из стальных труб, обтянутых полотном в хвостовой части, и закрытых металлическими панелями в носовой. Спереди на раме устанавливался двигатель. Кабина пилота имела две откидные створки. Левая створка для удобства входа в самолёт состояла из двух частей, в открытом положении перегибалась пополам и более плотно прижималась к борту. На левом борту имелись две подножки, прикрытые подпружиненными крышками. [8]
- Крыло - конструкция обоих крыльев цельнодеревянная. Обшивка перкаль, покрытая аэролаком в несколько слоёв. Жёсткость бипланной коробки достигалась системой стоек и профилированных лент-расчалок.[8]
- Хвостовое оперение - цельнодюралевое обшитое полотном. На руле высоты установлены флеттнеры, снимающие нагрузку на ручке управления. На задней кромке руля направления была установлена небольшая пластинка, регулируемая на земле.[8]
- Шасси — неубираемое, с обтекателями. Стойки шасси оснащались амортизаторами, колёса имели тормоза. Снаружи и стойки, и колёса закрывались каплевидными обтекателями из дюраля. Задний костыль - сварной из стальной трубы, в качестве амортизации использовался пакет из резиновых пластин. Костыль поворачивался одновременно с рулём направления.[8]
- Силовая установка - звездообразный двигатель М-25 ( лицензионная копия американского образца R-1820), мощностью 625 л.с., мотор оснащался приводным нагнетателем. Винт двухлопастный постоянного шага, диаметром 2,9 м. За мотором устанавливался масляный бак, а перед кабиной пилота, за противопожарной перегородкой, топливный бак ёмкостью 160 л.[8]
- Вооружение — четыре 7,62-мм пулемёта ПВ-1 с 3000 патронами. Патроны, снаряжённые в ленту, находились в центральной части фюзеляжа, сразу за бензобаком. Стрелянные гильзы выбрасывались наружу вниз по трубчатым отводам. Прицеливание при стрельбе осуществлялось оптическим прицелом, размещённом на ребре козырька пилота.[8]

## Лётчики-испытатели
- Чкалов, Валерий Павлович
- Коккинаки, Владимир Константинович

## Основные модификации
- И-15 (ЦКБ-3) — серийный, выпущено 384 самолёта в СССР и 230 в Испании.
- И-152 ГК — «высотная» модификация с герметичной кабиной. Построен один экземпляр
- И-15 бис — модель с прямым верхним крылом, и двигателем М-25. Вооружение — 4х7,62-мм ШКАС (или ПВ-1). Построено 2408 экз.

## Боевое применение
- 1936 — 1939 гг. — Гражданская война в Испании, применялся под наименованием Chato в качестве истребителя, штурмовика, разведчика. В общей сложности, в Испании использовалось 368 самолётов этого типа[9]. Вошёл в историю как один из лучших истребителей мира своего периода, .
- 1937 г. — Вторая японо-китайская война, в качестве истребителя. Действовал совместно с И-16, согласно доктрине о взаимодействии скоростных и манёвренных истребителей.
- летом 1938 года применялся в боях у озера Хасан[10]
- 1939 г. — боевые действия в Монголии на реке Халхин-Гол, в качестве истребителя. Действовал совместно с И-16, согласно доктрине о взаимодействии скоростных и манёвренных истребителей. В боях И-15 показал неспособность драться на равных с японскими истребителям Ki-27 [11].
- 1939 — 1940 гг. — Советско-финская война (1939-1940), в качестве штурмовика, разведчика. Несколько штук были захвачены финнами и использовались в интересах своих ВВС.
- 1941 — применялся против нацистской Германии во времена Второй Мировой войны.
- 1947—1948 гг. — Монгольско-китайский пограничный конфликт и также Монгольско-Восточный Туркестанский пограничный конфликт

## Тактико-технические характеристики

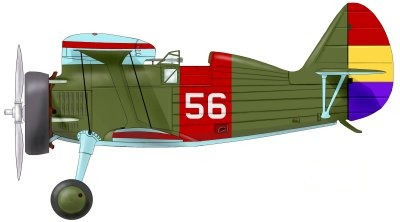
И-15 Республиканских ВВС во время Гражданской войны в Испании

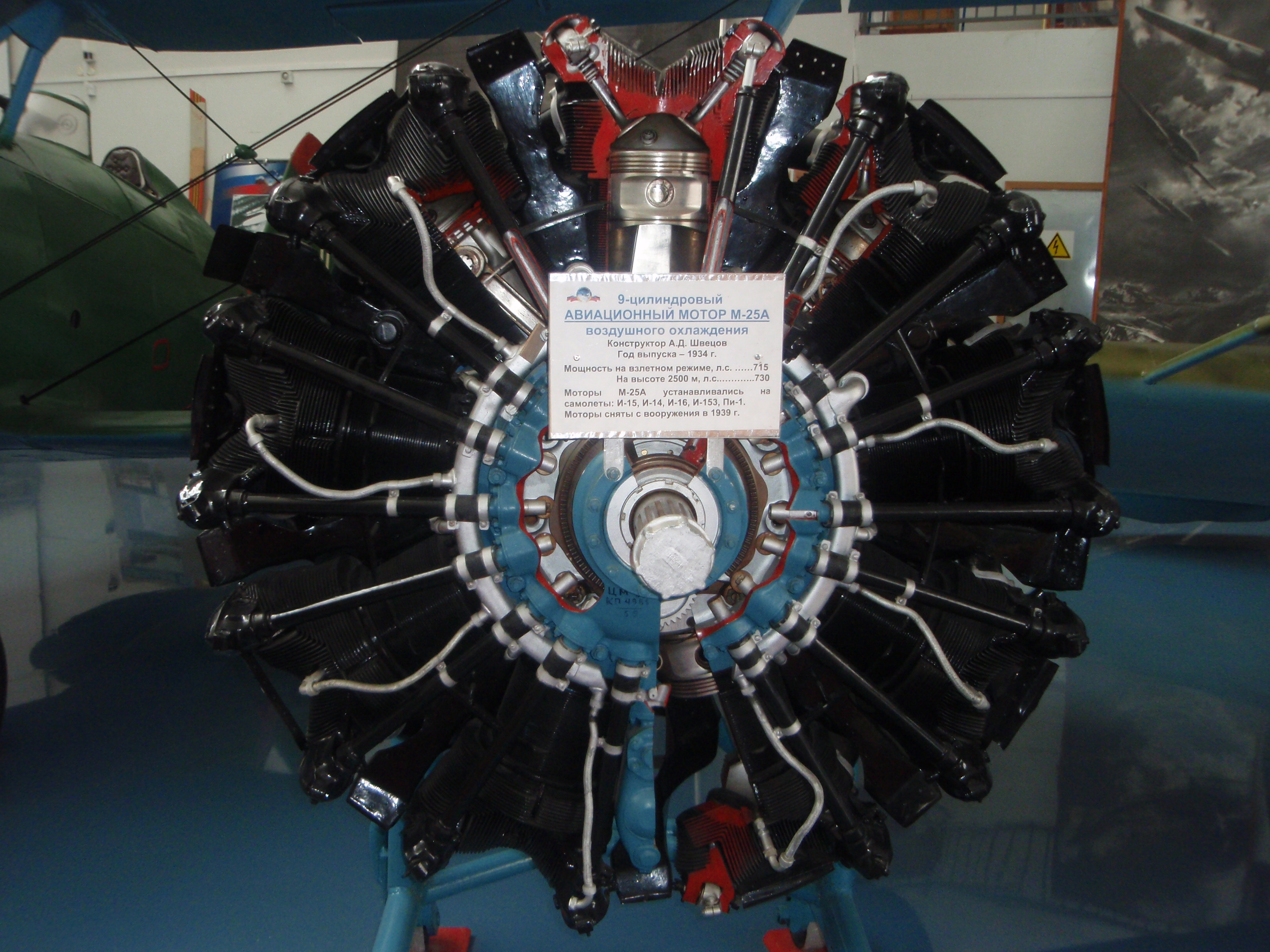
Авиационный мотор М-25А, который устанавливался на И-15

И-15

Приведённые характеристики соответствуют модификации И-15 с мотором М-25.
Источник данных: Маслов М.А., 2008 г.; Шавров, 1985 г.

Технические характеристики
- Экипаж: 1 (пилот)
- Длина: 6,1 м
- Размах крыла:  
  - верхнего: 9,75 м
  - нижнего: 7,5 м
- Высота: 3,2 м
- Площадь крыла: 21,9 м² (обоих крыльев)
- Профиль крыла: Геттинген[12]
- Колея шасси: 1,6 м
- Масса пустого: 965 кг
- Нормальная взлётная масса: 1374 кг
- Масса топлива во внутренних баках: 177 кг
- Силовая установка: 1 × радиальный М-25
- Мощность двигателей: 1 × 635 л. с. (1 × 467 кВт (номинальная))
- Диаметр винта: 2,9 м

Лётные характеристики
- Максимальная скорость: 370 км/ч
- Посадочная скорость: 90 км/ч
- Практическая дальность: 750 км
- Практический потолок: 9800 м
- Время набора высоты: 5000 м: 6,1 мин
- Нагрузка на крыло: 62,6 кг/м²
- Тяговооружённость: 383 Вт/кг

Вооружение
- Стрелково-пушечное: 4 × 7,62 мм пулемёта ПВ-1 с боекомплектом 3000 патр.
- Бомбы: до 40 кг